# Eurotettix robustus
Eurotettix robustus is een rechtvleugelig insect uit de familie van de veldsprinkhanen (Acrididae). De wetenschappelijke naam van deze soort werd voor het eerst geldig gepubliceerd in 1911 door Lawrence Bruner.